# بورژوازی ۱۵۴۳
سیارک ۱۵۴۳ (به انگلیسی: 1543 Bourgeois، نامگذاری:1941SJ) هزار و پانصد و چهل و سومین سیارک کشف شده‌است که در ۲۱ سپتامبر ۱۹۴۱ کشف شد.
قدر مطلق سیارک برابر ۱۲٫۱۰ است.